# Thierry Tusseau
Thierry Tusseau (* 19. leden 1958, Noisy-le-Grand) je bývalý francouzský fotbalista. Nastupoval především na postu obránce.
S francouzskou reprezentací vyhrál Mistrovství Evropy 1984, na šampionátu nastoupil ke dvěma zápasům. Má též bronzovou medaili z mistrovství světa v Mexiku roku 1986. V národním týmu působil v letech 1977–1986 a odehrál 22 utkání.
Pětkrát se stal mistrem Francie, třikrát s FC Nantes (1976/77, 1979/80, 1982/83), dvakrát s Girondins Bordeaux (1983/84, 1984/85). Dvakrát získal francouzský pohár, jednou s Nantes (1978/79), jednou s Bordeaux (1985/86).